# Gorgulho-do-milho
O gorgulho-do-milho (Sitophilus zeamais) é um inseto da ordem Coleoptera da família Curculionidae. Importante praga econômica na cultura e no armazenamento do grão de milho.